# Blauwkoppitta
De blauwkoppitta (Hydrornis baudii; ook wel Pitta baudii) is een vogelsoort uit de familie van pitta's (Pittidae). Deze vogel is genoemd naar de Nederlandse gouverneur-generaal van Nederlands-Indië Jean Chrétien Baud (1789-1859).

## Kenmerken
De blauwkoppitta is 17 cm lang. Het mannetje en het vrouwtje verschillen sterk. Het vrouwtje is steenrood van boven en bleekbruin van onder. Het mannetje is helder gekleurd met een helderblauwe kruin, zwarte wangen, witte keel en kastanjebruine rug. De staart en de buik zijn blauw en de vleugels zijn zwart met witte vleugelstreep.

## Leefwijze
Net als de meest pitta’s leeft de blauwkoppitta in dicht tropisch regenwoud. Hoewel de dieren kunnen vliegen, geven ze er doorgaans de voorkeur aan om op de grond te blijven. Hun voedsel vinden ze op bosbodem en bestaat uit kleine ongewervelde dieren zoals insecten, wormen en slakken, maar ook hagedissen.

## Verspreiding en leefgebied
De blauwkoppitta komt voor op het eiland Borneo, in de deelstaten Sabah en Sarawak (staat) (Maleisië), Brunei en Kalimantan (Indonesië). Het leefgebied is regenwoud, maar ook secundair bos dat regenereert na selectief te zijn gekapt. De vogel is in geschikt habitat, dus plaatselijk, soms algemeen.

## Status
Het verspreidingsgebied is echter zeer versnipperd omdat de vogel gebonden is aan natuurlijk bos.De populatie-aantallen nemen af door habitatverlies. Het leefgebied wordt aangetast door bosbranden en ontbossing waarbij natuurlijk bos wordt omgezet in gebied voor agrarisch gebruik zoals de aanleg van oliepalmplantages. Om deze redenen staat deze soort als kwetsbaar op de Rode Lijst van de IUCN.